# متلازمة الأنف الفارغة
متلازمة الأنف الفارغة (بالإنجليزية: Empty nose syndrome، واختصارها ENS)‏ هي أحد أشكال التهاب الأنف الضموري الثانوي، وهي متلازمة إكلينيكية نادرة يعاني فيها الأشخاص الذين لديهم ممرات أنفية فارغة من مجموعة من الأعراض، أشهرها الإحساس بانسداد الأنف، وجفافها ووجود القشور بها، والإحساس بعدم القدرة على التنفس، وعادة ما يكون قد خضع الأشخاص الذين يعانون من هذه المتلازمة لاستئصال المحارات الأنفية (إزالة أو تقليل المحارات أو الهياكل داخل الأنف) أو غيرها من العمليات الجراحية التي تتداخل مع المحارات، الإصابة الكلية غير معروفة، ولكن يبدو أنها تحدث في نسبة صغيرة من أولئك الذين يخضعون لإجراءات أنفية، وتبدو أنها مشكلة علاجية المنشأ، ولكن وجودها كحالة طبية، وسببها، وتشخيصها، وعلاجها أمر مثير للجدل. وقد خضعت جميع الجوانب للمناقشة، بما في ذلك ما إذا كان ينبغي اعتبارها فقط جزء من طب الأنف، أو قد يكون لها جوانب عصبية أو نفسية وجسدية. واعتبارا من عام 2015، لم يتعرف العديد من أطباء الأذن والأنف والحنجرة على هذه الحالة.

## التصنيف
تم اقتراح أربعة أنواع:

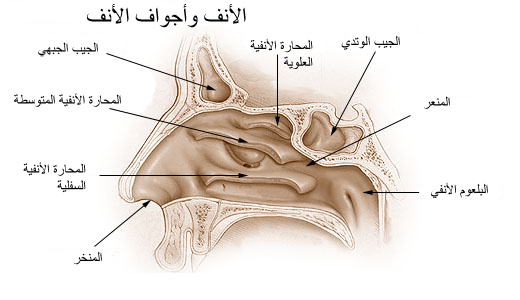
منظر للجدار الأنفي الأيمن الجانبي بعد إزالة جميع المحارات.

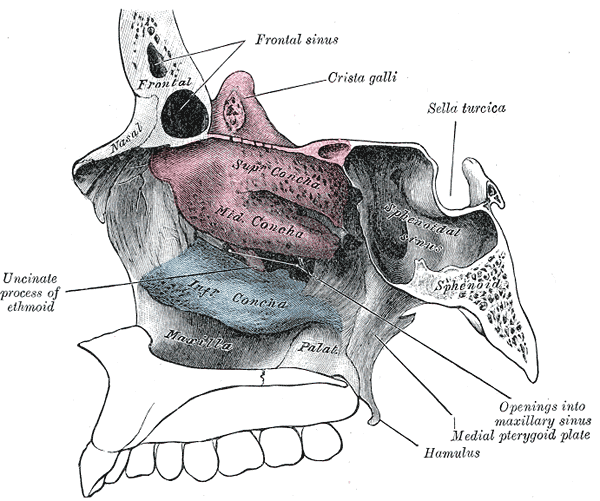
تشريح التجويف الأنفي

- متلازمة الأنف الفارغة الثانوية لاستئصال المحارة الأنفية السفلية
- متلازمة الأنف الفارغة الثانوية لاستئصال المحارة الأنفية الوسطى
- متلازمة الأنف الفارغة الثانوية لاستئصال كل من المحارة الأنفية السفلية والوسطى
- متلازمة الأنف الفارغة التالية للإجراءات المحافظة على المحارات الأنفية

## العلامات والأعراض
لا توجد نتائج فحص بدني موضوعية تشخص متلازمة الأنف الفارغة بصورة أكيدة، فقد ينقص أو يغيب واحد أو أكثر من المحارات عند مشاهدتها في التصوير الطبي أو من خلال المنظار الداخلي دون أي علامة على وجود انسداد أنفي، ويكون الغشاء المخاطي جافًا وباهتًا، وقد تكون هناك علامات على عدوى ثانوية.
وتشمل أعراض متلازمة الأنف الفارغة الإحساس بعدم القدرة على التنفس، والشعور بانسداد الأنف وجفافه، وتكون القشور، والرائحة الكريهة داخل الأنف بسبب العدوى. وقد يعاني الشخص المصاب بهذه المتلازمة من ألم في أنفه أو وجهه، وعدم القدرة على النوم، والإجهاد، والشعور بالغضب أو الاكتئاب أو القلق، حيث يكونوا مشتتين باستمرار بسبب الشعور بأنهم لا يحصلون على ما يكفي من الهواء.

## السبب
قد يكون السبب تغيرات في الغشاء المخاطي للأنف وفي النهايات العصبية في الغشاء المخاطي بسبب تغيرات مزمنة في درجة حرارة ورطوبة الهواء المتدفق داخل الأنف، والذي ينتج بدوره عن إزالة المحارات الأنفية، وقد يكون السبب تلفًا مباشرًا للأعصاب تسببه الجراحة، ولكن نظرًا لأنه في عام 2015 لم تكن هناك تقنية تسمح برسم خريطة للأعصاب الحسية في الأنف، كان من الصعب تحديد ما إذا كان ذلك سببًا، ولأن حدوث متلازمة الأنف الفارغة أمر نادر ولم يتمكن الباحثون من تحديد ملامح تشخيصية متسقة أو أسباب مشاركة في حدوثها، فقد تم اعتبار الأسباب النفسية التي تؤدي إلى حالة نفسية جسدية هي السبب.

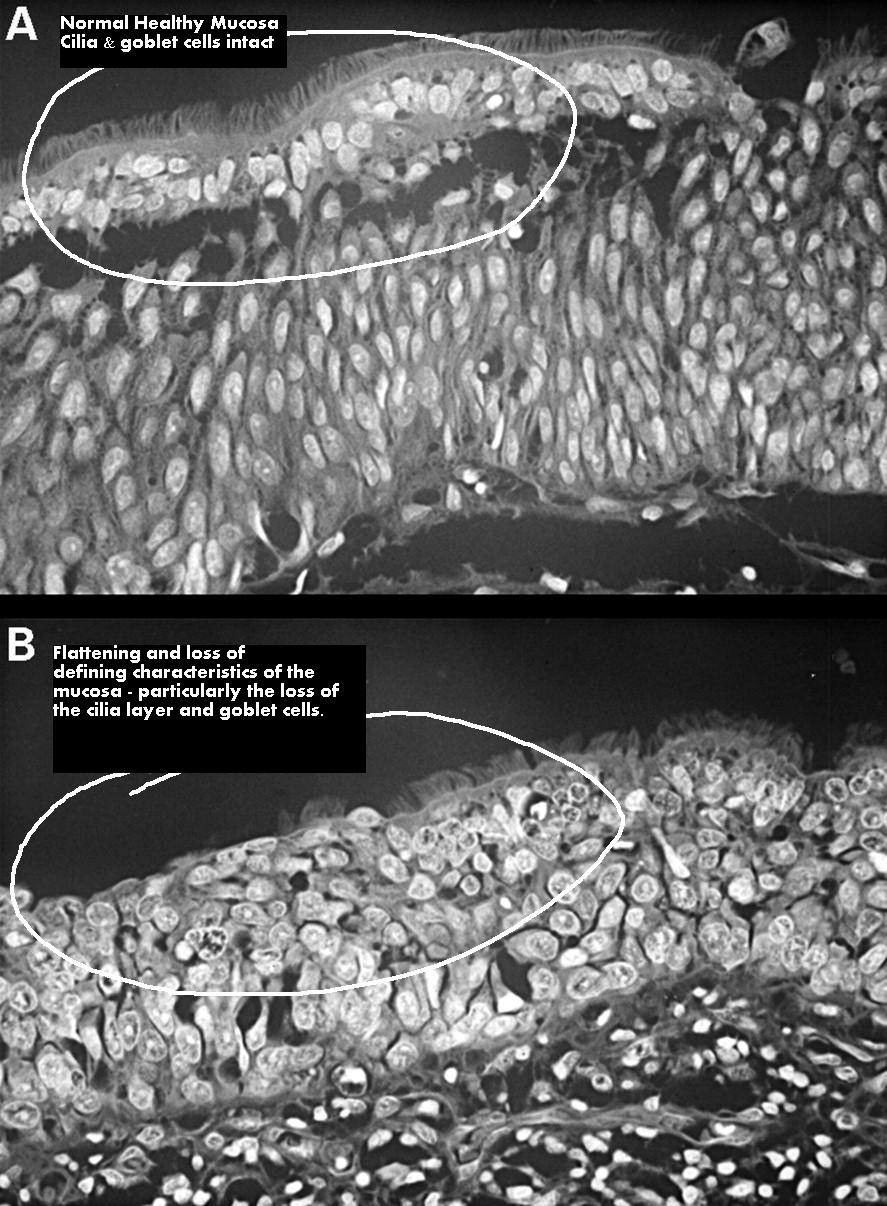
حؤول حرشفي في الظهارة الأنفية التنفسية

## التشخيص
لا توجد معايير توافقية لتشخيص المتلازمة، وعادة ما يتم تشخيصها عن طريق استبعاد الحالات الأخرى مع وجود العلامات والأعراض، وقد تم اقتراح «اختبار القطنة»، حيث يتم وضع قطنة رطبة في المكان الذي يجب أن تكون فيه المحارة لمعرفة ما إذا كان ذلك يعمل على تخفيف الحالة. وقد يكون ذلك الاختبار مفيدا في التعرف على الأشخاص الذين قد يستفيدون من الجراحة، في حين أنه لم يتم التحقق منه كما أنه غير مقبول على نطاق واسع.
واعتبارًا من عام 2015، كانت بروتوكولات استخدام قياس الهواء المتنفس بالأنف لتشخيص متلازمة الأنف الفارغة وقياس مدى الاستجابة للجراحة قيد التطوير، حيث كان أداة إكلينيكية موحدة (استبيان محدد ومثبت جيدًا) للحصول على تقارير أكثر فائدة للأعراض.

## الوقاية
قد يمنع تجنب استئصال المحارات الأنفية أو استخدام التقنيات التي تتجنب المحارات حدوث متلازمة الأنف الفارغة.

## العلاج
العلاج الأولي مشابه لعلاج التهاب الأنف الضموري عن طريق الحفاظ على رطوبة الغشاء المخاطي للأنف باستخدام محلول ملحي أو مرطبات أساسها الزيوت، ومعالجة الألم والعدوى عند ظهورهما، وقد يكون إضافة المنثول إلى مواد الترطيب مفيدًا، حيث يُستخدَم كمرطب متطاير بارد في المنزل. وبالنسبة للأشخاص الذين يعانون من القلق، أو الاكتئاب، أو الذين هم مهووسون بالشعور بعدم القدرة على التنفس، فإن الرعاية النفسية قد تكون مفيدة.
وفي بعض الناس، قد يكون من المفيد إجراء جراحة لاستعادة المحارات المستأصلة.

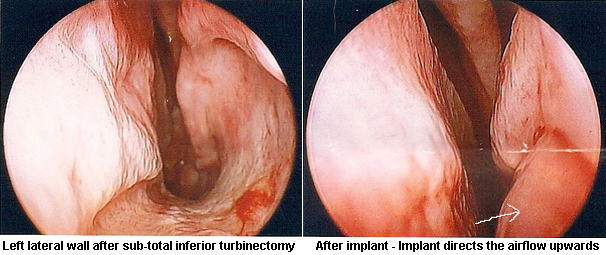
قبل وبعد الاستئصال الجراحي للجدار الجانبي (السهم في صورة الجانب الأيمن) لمحاكاة وظيفة المحارة السفلية المفقودة

حدد التحليل التلوي لعام 2015 أن 128 شخصًا عولجوا بالجراحة في ثماني دراسات مع نطاق عمري يتراوح بين 18 و64 عامًا معظمهم عانوا من أعراض متلازمة الأنف الفارغة لسنوات عديدة، وكان النهج الجراحي الأكثر شيوعًا هو إنشاء جيب تحت الغشاء المخاطي وزرع مادة ترجع كميتها وموقعها إلى حكم الجراح. وفي حوالي نصف الحالات، تم استخدام حشوات مثل الأدمة غير الخلوية، أو البولي إيثيلين عالي الكثافة ذي الدرجة الطبية، وفي حوالي 40٪ من الحالات يتم استخدام غضروف مأخوذ من الشخص أو من بقرة، وفي عدد قليل من الحالات يتم حقن حمض الهيالورونيك، وحقن الفوسفات ثلاثي الكالسيوم في البعض الآخر. ولم تكن هناك مضاعفات تسببها الجراحة، على الرغم من أن هناك شخص واحد قد تم تصحيحه بشكل زائد وتطور إلى التهاب الأنف والجيوب المزمن، بينما تم تصحيح شخصين بشكل أقل من المطلوب. وتم امتصاص حمض الهيالورونيك بالكامل في الأشخاص الثلاثة الذين تلقوه في عام واحد من المتابعة، بينما خرج الحشو في ستة أشخاص، لكن هذا لم يؤثر على النتيجة حيث بقيت الكمية كافية. ولم يحصل حوالي 21 ٪ من المرضى على أي تحسن أو كان التحسن هامشيا، ولكن الباقين أبلغوا عن أنه حدث تخفيف كبير لأعراضهم. وبما أنه لا توجد أي من الدراسات التي استخدمت العلاج الوهمي أو التعمية، قد يكون هناك تأثير وهمي قوي أو تحيز في الإبلاغ.

## علم الأوبئة والنتائج
قد لوحظ أن متلازمة الأنف الفارغة تؤثر على نسبة صغيرة من الأشخاص الذين خضعوا لجراحة في الأنف أو الجيوب الأنفية، وخاصة أولئك الذين خضعوا لعملية استئصال المحارات (وهو إجراء يزيل بعض العظام في الممر الأنفي). ونسبة حدوث المتلازمة متغيرة ولم يتم قياسها بعد، ولكنها تعتبر نادرة.
إذا لم يتم علاجها، يمكن أن تسبب الحالة ضائقة جسدية وعاطفية كبيرة وطويلة الأجل لدى بعض الأشخاص، وقد تؤدي إلى الانتحار. ومن الصعب تحديد العلاجات الآمنة والفعالة، لأن التشخيص نفسه غير واضح.

## تاريخ
في وقت مبكر من عام 1914، أبلغ الدكتور ألبرت ماسون عن حالات «تشبه التهاب الأنف الضموري» مع «جفاف الأنف والحنجرة» بعد استئصال المحارة الأنفية، وأطلق ماسون على المحارات «أهم عضو في الأنف».
استُخدِم مصطلح «متلازمة الأنف الفارغة» لأول مرة من قِبَل يوجين كيرن ومونيكا ستينكفيست من مايو كلينيك في عام 1994، ونشر كيرم وإريك مور دراسة حالة من 242 شخص مصابين بالتهاب الأنف الضموري الثانوي في عام 2001، وكانا أول من عزا السبب إلى جراحة الأنف والجيوب السابقة للحالة في الأدبيات العلمية. وما إذا كانت الحالة موجودة أم لا، وما إذا كانت الجراحة سببًا، فقد نوقشت الحالة في اجتماع الأنف 2000، وهو اجتماع للجمعية الدولية لطب الأنف يُعقد كل أربع سنوات، واستمر النقاش حولها بعد ذلك في الاجتماعات العلمية وفي الأدب، وكمثال على مدى سخونة المناقشة، وصف جراحان من جامعة أوترخت عمليات استئصال المحارات الأنفية بأنها «جريمة أنفية» في كتاب دراسي عن تقنيات إعادة بناء الأنف في عام 2002.

## الثقافة والمجتمع
في أكتوبر 2013، قُتل رئيس قسم أمراض الأذن والأنف والحنجرة في مستشفى في نلينغ على يد شخص كان يعاني من أعراض متلازمة الأنف الفارغة لمدة عام بعد أن خضع لجراحة رأب الحاجز الأنفي، وكان الشخص قد فُحِصَ عدة مرات ولم يتم العثور على شيء خاطئ. وفي العام السابق لذلك، طعن مريض العديد من العاملين في قسم الأنف في مستشفى في شنجن. واعتبارا من عام 2016، وفقا لما ذكره سبنسر باين الطبيب الذي يدرس متلازمة الأنف الفارغة، فإن العديد من الأشخاص الذين يعانون من أعراض هذه المتلازمة عادة ما يهاجمون الأطباء الذين يعتبرون أن أعراضهم نفسية بحتة، ووفقا لسابينوي داس، وهو طبيب آخر يدرس المتلازمة، فإن إدراك تلك المتلازمة بين علماء الأنف كان يتزايد.
وشكّل الأشخاص الذين يعانون من متلازمة الأنف الفارغة مجتمعات عبر الإنترنت لدعم بعضهم البعض، وللدعوة إلى إدراك تلك المتلازمة والوقاية منها وعلاجها.

## روابط خارجية
- الجمعية الأمريكية لطب الأنف Empty nose syndrome